# MCY7880

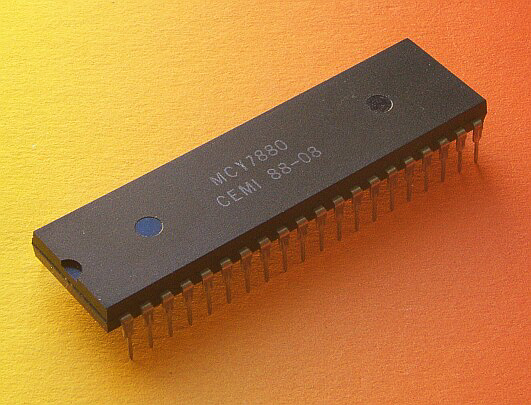

MCY7880 – polska wersja 8-bitowego mikroprocesora Intel 8080 produkowana w latach 80. XX w. przez Naukowo Produkcyjne Centrum Półprzewodników CEMI w Warszawie.

## Historia
Był to jedyny mikroprocesor produkowany w latach 80. w Polsce. Jego cena detaliczna wynosiła w 1986 roku 2650 złotych. W połowie lat 80. CEMI na podstawie tego procesora przygotowywało produkcję mikrokomputerów jednoukładowych MCY 7848 oraz MCY 7835, które były odpowiednikami 8-bitowych komputerów 8048 i 8035 produkowanych na zachodzie przez firmy Intel oraz Zilog.

## MCA 5880
Istnieje wersja specjalna produkowana przez ITE, oznaczona MCA 5880, charakteryzuje się ona szerszym dopuszczalnym zakresem temperatury pracy (od -55 do 125 °C).

## Dane podstawowe
Mikroprocesor miał dane techniczne zgodne z danymi mikroprocesora Intel 8080:
- 8-bitowe słowo danych,
- stała lista 78 instrukcji,
- odrębne szyny danych i adresów,
- 8-bitowa jednostka arytmetyczno-logiczna z rozkazami dodawania i odejmowania w kodzie BCD i binarnym, bezpośrednie adresowanie pamięci do pojemności 64 kB,
- 6 8-bitowych rejestrów ogólnego przeznaczenia dostępnych dla programisty,
- 8-bitowy akumulator,
- 8-bitowy rejestr instrukcji,
- 16-bitowy licznik rozkazów,
- 16-bitowy wskaźnik stosu,
- kanał bezpośredniego dostępu do pamięci (DMA),
- 4 sposoby adresowania pamięci,
- wielopoziomowy, wektorowy system przerwań,
- programowe rozwiązanie stosu w pamięci RAM,
- dwufazowy zegar o maksymalnej częstotliwości 3MHz,
- napięcia zasilania: +12V, +5V, -5V,
- współpraca z układami TTL (poza wejściami zegarowymi).

## Charakterystyka MCY7880
- producent: UNITRA CEMI
- data wprowadzenia na rynek: 1982[3]
- technologia produkcji: 6,0 µm.
- liczba tranzystorów: 4000
- częstotliwość zegara: 3,0 MHz
- szyna danych: 8 bit

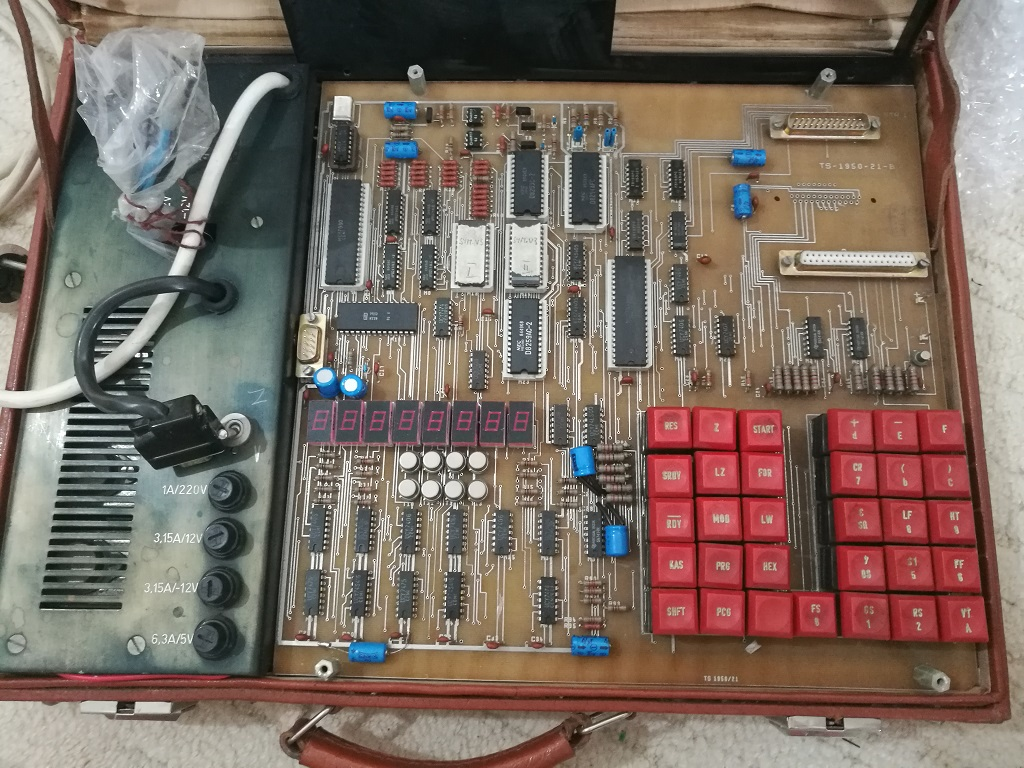

- częstotliwość taktowania magistrali: 3,0 MHz
- napięcie zasilania: (5±0,25)V
- pobór mocy: 1,5 W
- zakres temperatury pracy: 0 – 70 °C

## Zastosowanie
- Mikrokomputer Elwro 500[4]
- Mikrokomputer Elwro 600[5]
- Mera 6052 (terminal znakowy)[6]
- Mikrokomputer MK 45[7]
- TS-1950A UNIWERSALNY TESTER DRUKAREK